# Filadelfiaförsamlingen, Stockholm
Filadelfiaförsamlingen i Stockholm är av den svenska pingströrelsens största församlingar med omkring 3500 medlemmar (2023). Filadelfiakyrkan, Stockholm är dess möteslokal. 

## Bakgrund
1910 grundades Filadelfia som Stockholms sjunde baptistförsamling. Från 1911 hade församlingen Lewi Pethrus som föreståndare. Konflikter inom Svenska Baptistsamfundet, gällande vilka som fick ta del av nattvarden resulterade 1913 i att Stockholms distriktsförening av baptistförsamlingar (som förespråkade s.k. sluten kommunion) uteslöt Filadelfiaförsamlingen.
Församlingens första lokal låg i en källarlokal på Uppsalagatan (nuvarande Gästrikegatan) 11 i Vasastan och rymde 500 personer. 1911 hyrdes Grand National (senare Nalen) och Auditorium. 1918 köptes en lokal på Sveavägen 45 (nu biografen Grand), som kunde invigdas i september 1921, rymmande 1 500 personer. 1926 köpte församlingen Rörstrands slott och initierade en om- och nybyggnad och 1931 invigdes Filadelfiakyrkan på Rörstrandsgatan och var då en av de största kyrkobyggnaderna i hela världen[källa behövs] och den största samlingslokalen i Stockholm. År 1958 efterträddes Lewi Pethrus av  Willis Säwe som föreståndare. Föreståndare från 2006 är Niklas Piensoho.
För att församlingar inte ska kunna drabbas av uteslutning, som skedde 1913, har pingströrelsen valt att inte organisera något förbund. I stället är varje församling helt fristående. Men Filadelfiaförsamlingen i Stockholm har sedan bildandet i flera bemärkelser varit den ledande pingstförsamlingen i Sverige. På initiativ av Lewi Pethrus var Filadelfiaförsamlingen drivande i startandet av Förlaget Filadelfia, Normans Förlag, Tidskriften Evangelii Härold, skivbolaget Hemmets Härold, inköpet av Kaggeholms slott och folkhögskoleverksamheten där, tidningen Dagen, IBRA radio, Pingstbanken, Predikantdagarna – en årlig uppbyggelsekonferens för pingströrelsens pastorer och förkunnare. Församlingen drev också en omfattande social verksamhet under krisåren genom sin Räddningsmission som bland annat svarade för utspisning av arbetslösa och hemlösa. Man hade också så kallade värmestugor och gästhem. När Filadelfiaförsamlingen köpte ett logifartyg av Gröna Lund "Arken" och erbjöd hemlösa övernattning i den väckte det stort uppseende och myndighetsingripande som ville stoppa verksamheten. Myndighetsingripandet ledde till uppmärksammade och stora protester som nådde ända upp på regeringsnivå.[källa behövs]

## Föreståndare
- Lewi Pethrus (1911–1958)
- Willis Säwe (1958–1973)
- Karl-Erik Heinerborg (1973–1989)
- Owe Lindeskär (1990–1997)
- Sten-Gunnar Hedin (1997–2006)
- Niklas Piensoho (2006–2024)